# Capo Milazzo
Capo Milazzo è il capo col quale si conclude a ovest il golfo di Milazzo e inizia il golfo di Patti. Si trova nel territorio di Milazzo, comune italiano della città metropolitana di Messina.
All'estremità del capo è stata costituita nel 2019 una Riserva marina del promontorio, denominata Area marina protetta Capo Milazzo.
All'interno del promontorio sorge una imponente cittadella fortificata costruita a partire dall'età normanna e più volte ampliata nel corso dei secoli.
Situato nella parte finale del promontorio, è il Santuario di Sant'Antonio da Padova, un vero e proprio rifugio rupestre, dove il santo trovò riparo dopo essere naufragato su quella costa nel gennaio 1221 e poi trasformato in luogo di culto. 
Nei pressi sorge un faro militare, costruito nel XVI secolo e attivato dal Genio civile nel 1853 e reso nuovamente funzionante dal 2013.